# Lac de Maucapera
Le lac de Maucapera est un lac pyrénéen français situé administrativement dans la commune de Luz-Saint-Sauveur dans le département français des Hautes-Pyrénées, dans le Lavedan en Occitanie.
Le lac a une superficie de 1,5 ha pour une altitude de 2 305 m il atteint une profondeur de 6 m.

## Toponymie
Maucapera de maou capera signifie « mauvais sommet en forme de cloche ».

## Géographie
Le lac de Maucapera est enfoncé au sud d’un petit cirque au pied nord du pic de Maucapera (2 598 m) et du col de Marraut qui permet d’accéder au vallon du Barrada au sud dans le massif du Néouvielle.

### Topographie
|                             | Laquet de Maucapera (2 220 m) |                           |
| Pic de Letious (2 589 m)    | lac de Maucapera              | Soum de Marraut (2 710 m) |
| Pic de Cumadières (2 623 m) | Col de Marraut (2 529 m)      |                           |

### Hydrographie
Le lac a pour émissaire le ruisseau de Maucapera.

### Géologie
Le lac de Maucapera est un lac glaciaire de montagne, dont la formation se passe en trois étapes majeures :
1) À l'Éocène vers −40 Ma se forme la chaîne des Pyrénées à la suite de la remontée vers le nord de la plaque africaine qui entraîne avec elle la plaque ibérique. Cette dernière glisse alors sous la plaque eurasiatique située plus au nord, ce qui entraîne le plissement, le relèvement et le charriage des couches géologiques de la croûte terrestre.
2) À partir du Pliocène puis surtout du Pléistocène, de −5 Ma à −10 000 ans, un refroidissement général du climat entraîne la formation de glaciers et d'une érosion glaciaire (vallées, cirques, moraines, ombilics, etc) dans toute la chaîne des Pyrénées.
3) Depuis l'Holocène, à partir de −10 000 ans, un redoux climatique entraîne la disparition des glaciers et la formation dans leur sillage de nombreux lacs glaciaires qui sont de deux sortes :
- le lac de verrou qui se forme dans un ombilic glaciaire formant un creux naturel et terminé par un verrou glaciaire rocheux.
- le lac de moraine qui se forme derrière une moraine agissant comme un barrage naturel.

## Protection environnementale
Le lac fait partie d'une zone naturelle protégée, classée ZNIEFF de type 1 : Massif en rive gauche du Bastan et de type 2 : Vallées de Barèges et de Luz.

## Voies d'accès
Le lac de Maucapera est accessible par le côté nord au départ de Luz-Saint-Sauveur par le sentier de grande randonnée au depuis les granges de Budéraous en direction du col de Pierrefitte.